# Renașterea (partid politic din Bulgaria)
Renașterea (în bulgară Възраждане, transliterat: Văzrajdane) este un partid politic naționalist din Bulgaria, fondat în august 2014. Președinte este Kostadin Kostadinov. Partidul este descris de numeroși analiști și oameni din media ca fiind un partid anti-UE și anti-Vest.

## Istorie
În iunie 2014, Kostadin Kostadinov a spus presei că pe 2 august în același an, în orașul Pliska va avea loc o Adunare Constituantă care urma să creeze partidul ”Renașterea”. Inițiatorii aleg ziua care este aniversarea sărbătorită a Răscoalei de la Ilinden.
Partidul a intrat în parlamentul bulgar după alegerile generale din 2021, obținând 13 locuri. Un membru parlamentar al Renașterii a părăsit grupul în iunie 2022.

## Conducere
- Kostadin Kostadinov – Președinte
- Velislav Hristov – Vicepreședinte
- Petar Petrov – Vicepreședinte
- Țoncio Ganev – Vicepreședinte
- Nikolai Drencev – Secretar

## Rezultate electorale
Comisia Electorală Centrală a înregistrat Renașterea pentru a participa la alegerile parlamentare din 26 martie 2017. Numărul scrutinului este ales - 14.

### Statistici
| Alegeri        | # din locurile câștigate | # din totalul de voturi | # din voturile din străinătate | % din voturile populare | loc | Poziție după alegeri |
| -------------- | ------------------------ | ----------------------- | ------------------------------ | ----------------------- | --- | -------------------- |
| 2017           | 0 / 240                  | 37,896                  | 2,291                          | 1.11%                   | 11  | Extraparlamentar     |
| Aprilie 2021   | 0 / 240                  | 78,395                  | 12,647                         | 2.41%                   | 9   | Extraparlamentar     |
| Iulie 2021     | 0 / 240                  | 82,147                  | 10,555                         | 2.97%                   | 8   | Extraparlamentar     |
| Noiembrie 2021 | 13 / 240                 | 127,549                 | 13,755                         | 4.80%                   | 7   | Opoziție             |
| 2022           | 27 / 240                 | 254,925                 | 24,785                         | 10.17%                  | 4   | Alegeri anticipate   |
| 2023           | 37 / 240                 | 357,167                 | 28,211                         | 13.56%                  | 3   | Opoziție             |
| Iunie 2024     | 38 / 240                 | 295,915                 | 19,720                         | 13.78%                  | 4   | Alegeri anticipate   |
| Octombrie 2024 | 35 / 240                 | 325,468                 | 19,138                         | 13.36%                  | 3   | Opoziție             |

| Alegeri | # din locurile câștigate | # din totalul de voturi | # din voturile din străinătate | % din voturile populare | loc | Poziție după alegeri |
| ------- | ------------------------ | ----------------------- | ------------------------------ | ----------------------- | --- | -------------------- |
| 2019    | 0 / 17                   | 20,319                  | 1,025                          | 1.04%                   | 13  | Extraparlamentar     |
| 2024    | 3 / 17                   | 281,439                 | 10 624                         | 13.98%                  | 4   | Opoziție             |